# Saperda maculosa
Saperda maculosa là một loài bọ cánh cứng trong họ Cerambycidae.